# Thống Nhất, Bù Đăng
Thống Nhất là một xã thuộc huyện Bù Đăng, tỉnh Bình Phước, Việt Nam.
Xã Thống Nhất có diện tích 93 km², dân số năm 2002 là 7.889 người, mật độ dân số đạt 85 người/km².

## Lịch sử
Ngày 1 tháng 8 năm 1994, Ban tổ chức Chính phủ ban hành Nghị định số 74-CP. Theo đó, thành lập xã Đăng Hà trên cơ sở một phần diện tích và dân số của xã Thống Nhất.

## Kinh tế - xã hội
Là một xã có mật độ dân số cao sau khi tách từ Xã Thống nhất (cũ), thành xã thống nhất và xã đăng hà, trái ngược với xã đăng hà sau khi tách xã thống nhất ngày càng bùng nổ và bật dậy trở thành khu vực tấm nập dân cư, năm 2015 đã được trải nhựa đi qua nhiều thôn của xã thống nhất và tuyến đường huyết mạch xao bọng - đăng hà, thời cơ đã đến đường xá mở rộng xã thống nhất đã càng ngày phát triển xóa đói giảm nghèo tỉ lệ trẻ em được đi học gần như 100%, bên cạnh đó nhiều công ty chế biến điều mọc lên phát triển mạnh mẽ giải quyết công ăn việc làm cho hàng ngàn người dân trên địa bàn xã thống nhất và các xã khác, công nhân cao su siêng năng chăm chỉ học tập đời sống cải thiện,ngân hàng nhà nước hỗ trợ người dân vay vốn cải thiện đời sống, năm 2018 xã thống nhất đã được trải nhựa từ thôn 12 trải dài ra đến chợ, hàng trăm km đường nhựa và bê tông nối tiếp nhau trải dài, xã thống nhất là nơi nhộn nhịp sôi nổi, chạy dọc đường theo đường Xao bọng vào thống nhất ta thấy hàng trăm điểm ăn uống vui chơi giải trí, đâu đâu hai bên đường đều có quán nước quán ăn uống dịch vụ internet, dạo quanh một vòng ta lại thấy nhiều điểm karaoke sang trọng, nhiều khu vui chơi giải trí và hồ bơi cho trẻ em, một khu chợ nhộn nhịp, năm 2020 thống nhất càng phát triển vượt bậc, khi có nhiều cửa hàng tiện lợi, trạm y tế được đổi mới là trong 2 trạm y tế xã đẹp nhất huyện Bù Đăng, không những thế trường THPT Thống Nhất là ngôi trường hiện đại của tỉnh khi có hệ thống tivi thông minh cho mỗi phòng học, Xã thống nhất là một khu vực phát triển của huyện đang ngày càng khẳng định vị thế của nền công nghiệp huyện nhà